# Eleanor Bronová
Eleanor Bronová (nar. 14. března 1938 Stanmore, Middlesex) je britská herečka, komička a spisovatelka, jedna z průkopnic ženského zastoupení na poli britské komedie.

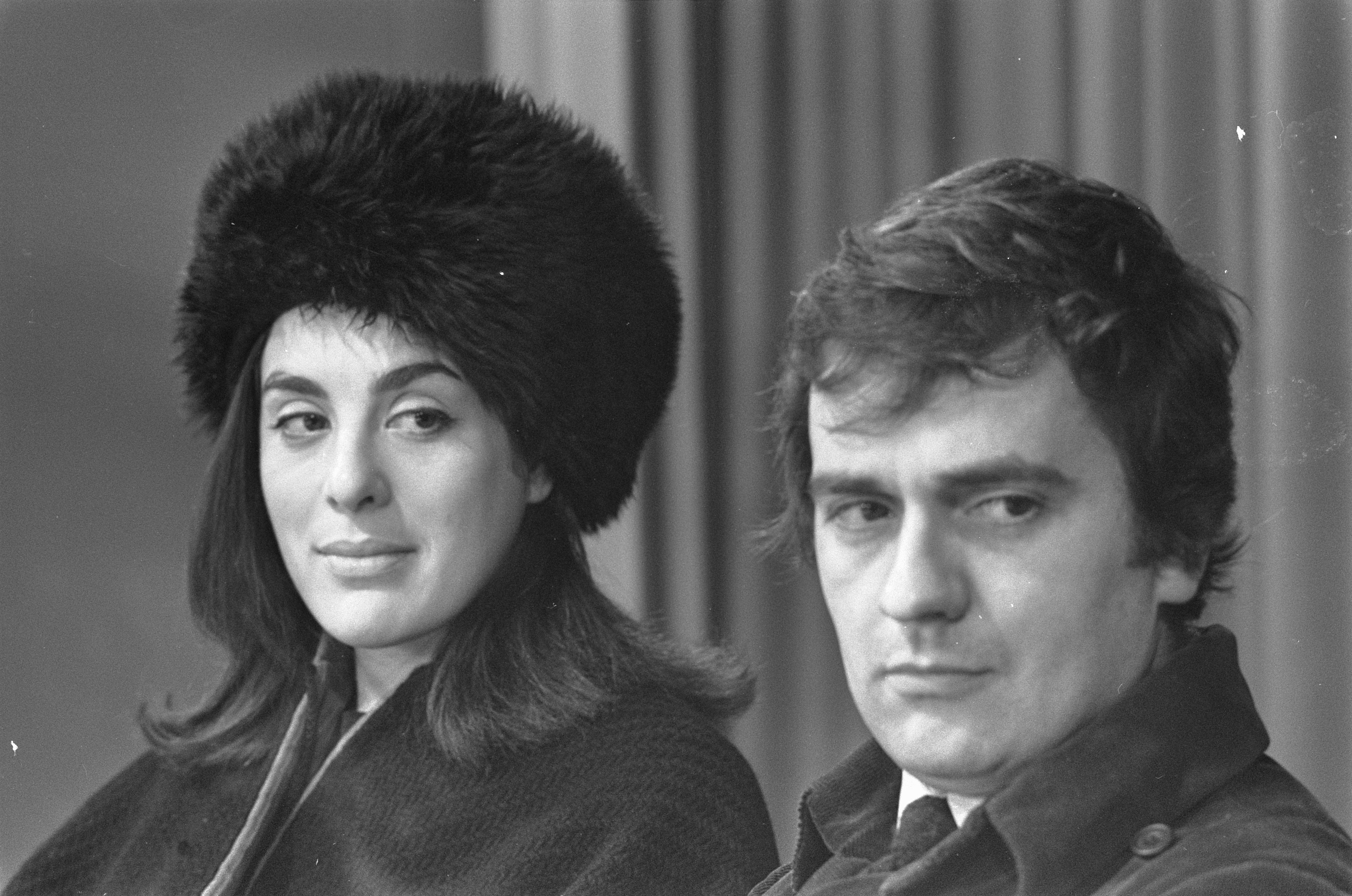
s Dudley Moorem (1968)

Začínala jako vůbec první žena na prknech prestižního univerzitního divadla Cambridge Footlights, kde se potkala s budoucími komediálními hvězdami jako Peter Cook nebo David Frost, s nimiž později různě spolupracovala. V 60. letech se objevila ve výrazných rolích v komediích Alfie nebo Help!, při natáčení druhé jmenované se spřátelila s The Beatles a stala se inspirací pro McCartneyho text k písni „Eleanor Rigby“.
Měla epizodní výstupy či camea v řadě populárních seriálů, jako Jistě, pane ministře nebo Pán času.
Roku 1985 byla vybrána pro namluvení hlášení pro British Telecom, z nichž mnohá jsou dodnes používána.

## Osobní život
Je židovského původu, rodina se původně jmenovala Bronsteinova, ale její otec Sydney si ještě před jejím narozením nechal příjmení zjednodušit na Bron. Měla staršího bratra Gerryho, který byl hudebním producentem a manažerem.
Byla provdána za architekta Cedrica Price (1934–2003), manželství bylo bezdětné.
Je pescovegetariánka.